# Theodore Parker
Pour les articles homonymes, voir Parker.
Theodore Parker, né le 24 août 1810 à Lexington (Massachusetts) et mort le 10 mai 1860 à Florence, est un théologien américain, ministre du culte transcendantaliste de l'Église unitarienne, réformiste et abolitionniste dont les discours et les écrits inspirèrent Abraham Lincoln et Martin Luther King.

## Biographie

### Famille et études
Theodore Parker naît à Lexington (Massachusetts), il est le cadet d'une famille nombreuse. Son grand-père, John Parker, s'illustre lors des batailles de Lexington et Concord. Parmi ses ancêtres on peut aussi citer Thomas Hastings, un colon venu d'Est-Anglie en Grande-Bretagne, arrivé dans la Colonie de la baie du Massachusetts en 1634, et le diacre Thomas Parker, venu d'Angleterre en 1635, cofondateurs de la ville de Reading (Massachusetts),,. La plupart des membres de sa famille meurent, probablement de tuberculose, lorsque Parker atteint sa vingt-septième année.
Il étudie au Harvard College, dont il est diplômé en 1831. Parker maîtrise le latin, le grec, l'hébreu et l'allemand. Son journal et ses lettres montrent qu'il connait aussi d'autres langues, comme le chaldéen, le syriaque, l'arabe, le copte et l'éthiopien. Il imagine un temps étudier le droit, mais sa foi profonde le conduit à la théologie. Il entre au Harvard Divinity School où il se spécialise dans l'étude de la théologie allemande. Dans les années 1830, Parker commence à assister aux réunions du Transcendental Club et y rencontre entre autres Ralph Waldo Emerson, Amos Bronson Alcott et Orestes Brownson. Contrairement à Emerson et aux autres transcendantalistes, Parker pense que le mouvement est profondément imprégné d'idées religieuses et doute qu'il puisse en faire abstraction,. Parker obtient son diplôme de théologie en 1836.

### Carrière
Alors que sa carrière débute imprégnée d'une foi solide, avec le temps, Parker commence à se poser des questions. En étudiant la critique radicale de la Bible qui monte alors en Allemagne, il en vient à nier la vision traditionaliste. Il est violemment attaqué quand il nie les miracles bibliques ainsi que l'autorité de la Bible et de Jésus. Certains doutent même qu'il soit chrétien ; la plupart les chaires de la région de Boston lui sont fermées, et nombre d'amis lui tournent alors le dos.

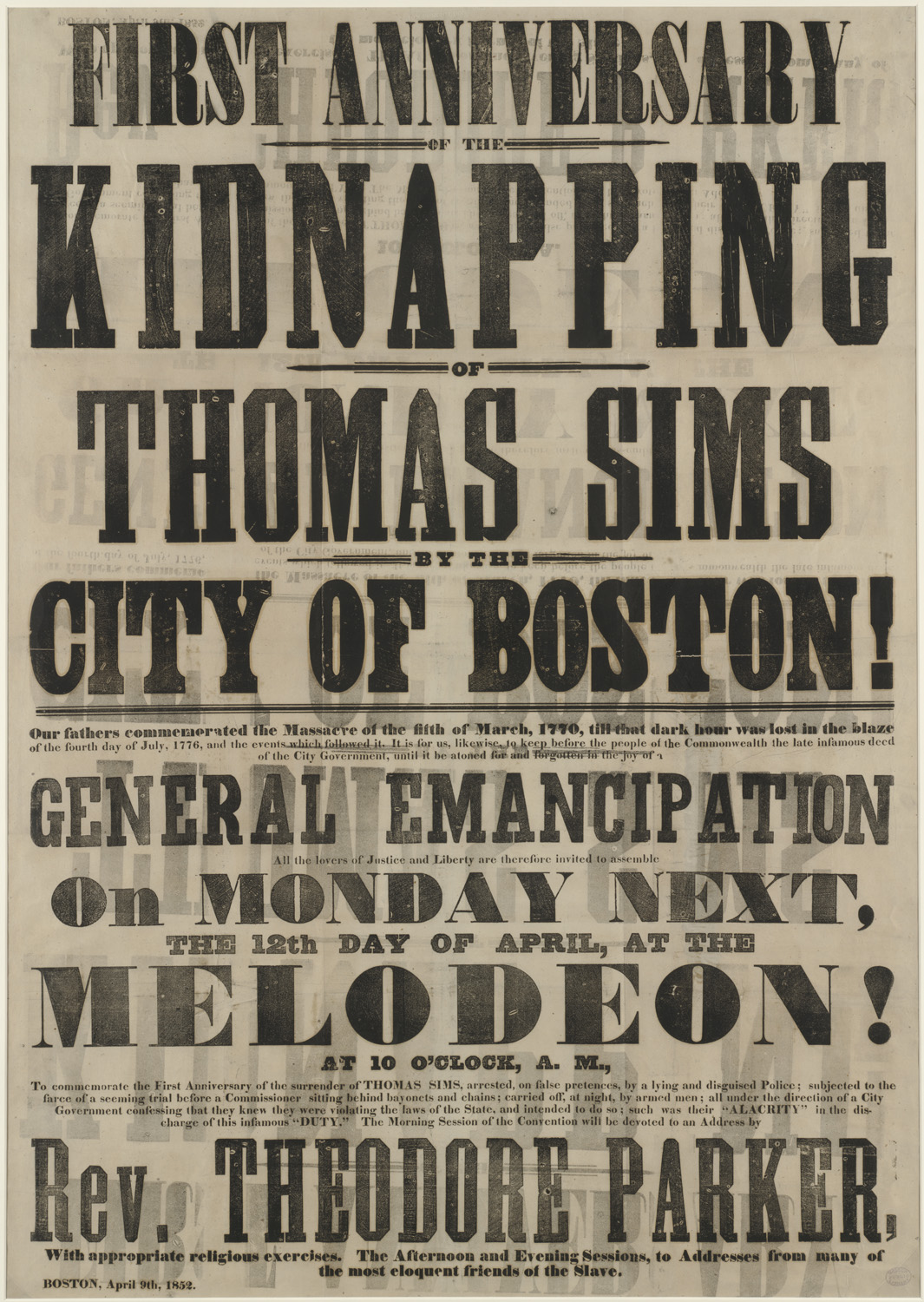
Affiche de 1852, commémorant le premier anniversaire de la capture, à Boston, de Thomas Sims, un esclave en fuite.

En 1841, il écrit un sermon intitulé A Discourse on the Permanent and Transient in Christianity (Discours du permanent et du transitoire dans le christianisme), exposant sa conviction que les Écritures ne reflètent pas la vérité.
En 1842, ses doutes le conduisent à une rupture ouverte avec la théologie orthodoxe : il insiste sur l’immédiateté divine et conçoit l'Église comme une communion, considérant le Christ en tant qu'expression suprême de Dieu. En conclusion, il rejette tous les miracles, et considère que la Bible est truffée de contradictions et d'erreurs. Il conserve sa foi en Dieu, mais suggère d'éprouver Dieu intuitivement et personnellement. Il pense que l'expérience individuelle est le domaine ou chacun devrait concentrer ses croyances religieuses.
Parker se rend à Boston, en janvier 1845, à l'invitation de quelques-uns de ses partisans, pour y prêcher. Ceux-ci ont fondé la 28th Congregational Society of Boston et choisi Parker en tant que ministre du culte. Il y prononce son premier sermon en février. Dans les rangs de sa congrégation, on peut citer Louisa May Alcott, William Lloyd Garrison, Julia Ward Howe, et Elizabeth Cady Stanton, elle compte finalement plus de 7000 membres.
À Boston, Parker mène le mouvement de lutte contre le Fugitive Slave Act (loi sur les esclaves fugitifs) adopté lors du compromis de 1850. Cette loi requiert de tout citoyen des États-Unis, qu'il vive ou non dans un État pratiquant l'esclavage, qu'il apporte son aide à la capture des esclaves en fuite. Parker qualifie la loi de «  hateful statute of kidnappers » (détestable statut de kidnappeurs) et organise la résistance à Boston. Avec ses partisans, il forme le Comité de Vigilance, refusant tout concours à la capture des esclaves fugitifs et les aidant à se cacher. Ils organisent, par exemple, la fuite d'Ellen et William Craft quand des chasseurs d'esclaves géorgiens arrivent à Boston pour les capturer. Grâce aux actions de Parker et de son Comité, de 1850 jusqu'au début de la guerre de Sécession en 1861, seuls deux esclaves sont capturés à Boston et ramenés dans le Sud. À chaque fois, les Bostoniens organisent des manifestations afin de marquer leur désapprobation.

### Décès
Atteint de tuberculose, qui à cette époque ne connait aucun traitement, Parker est contraint à une retraite prématurée en 1859. Afin d'enrayer la progression de la maladie, on lui conseille de voyager, le 1er juin 1859, il arrive à Londres. À l'invitation de ses amis Elizabeth Barrett et Robert Browning, Isa Blagden et Frances Power Cobbe qui vivent à Florence en Italie, il part les rejoindre. Cependant, le mois suivant son arrivée, le 10 mai 1860, il meurt, moins d'un an avant que n'éclate la guerre de Sécession.
Il repose au cimetière anglais de Florence,. Sa pierre tombale réalisée par Joel Tanner Hart a été remplacée plus tard par celle gravée par William Wetmore Story. Sa tombe est voisine de celle de Frances Trollope, qui a écrit le premier roman anti-esclavagiste, The Life and Adventures of Jonathan Jefferson Whitlaw: or Scenes on the Mississippi (1836), qui inspira Harriet Beecher Stowe pour La Case de l'oncle Tom (1852).

## Convictions et critique sociale
Comme l'écrit John White Chadwick, l'un des premiers biographes de Parker, ce dernier a participé à presque tous les mouvements réformistes de l'époque sur : « la paix, la tempérance, l'éducation, la condition des femmes, la législation pénale, la discipline pénitentiaire, l'indigence morale et mentale des plus riches, le dénuement des plus pauvres » mais aucun n'est devenu « un facteur dominant de son combat » à l'exception de ses convictions anti-esclavagistes. Il a dénoncé la Guerre américano-mexicaine et appelé ses compatriotes Bostoniens, en 1847, à protester « contre cette guerre infâme ».
L'abolitionnisme de Parker fut sa position la plus controversée, à un moment où les États-Unis commençaient à se diviser au sujet de l'esclavage. Il écrivit le cinglant To a Southern Slaveholder (lettre ouverte à un esclavagiste du Sud) en 1848, alors que le débat sur l'abolition faisait rage. Parker défia l'esclavagisme et encouragea la désobéissance civile au Fugitive Slave Act de 1850, une partie controversée du compromis de 1850 qui exigeait la restitution des esclaves fugitifs à leurs propriétaires. Parker a travaillé avec de nombreux esclaves fugitifs, dont certains faisaient partie de sa congrégation. Comme ce fut le cas de Ellen et William Craft, qu'il cacha dans sa maison. Bien qu'il ait été inculpé pour ses actes, il ne fut jamais condamné.
Pendant les évènements du Bleeding Kansas, avant le déclenchement de la guerre de Sécession, Parker collecta de l'argent pour fournir des armes aux milices des Free states (États abolitionnistes). En tant que membre du comité des Secret Six, il soutint l'abolitionniste John Brown, que beaucoup considéraient comme un fanatique ou un terroriste. Après l'arrestation de Brown, Parker écrivit une lettre ouverte intitulée John Brown's Expedition Reviewed (Critique de l'expédition de John Brown), justifiant les actes de Brown et le droit des esclaves à tuer leurs maîtres.